# Mr. Soul (Neil Young)
Mr. Soul is een lied dat Neil Young schreef voor zijn toenmalige band Buffalo Springfield. Het belandde in 1967 op hun album Buffalo Springfield again. Het nummer werd een groot aantal malen gecoverd en in 1982 ook door Young zelf nog eens op een single en het album Trans gezet. Op albums verschenen er versies van bijvoorbeeld Cher, The Everly Brothers en Rush.
Young schreef het nummer nadat hij tijdens een optreden met Buffalo Springfield was gevallen als gevolg van een epilepsie-aanval. Hij schreef het terwijl hij in het universitair ziekenhuis van Los Angeles verbleef.
In de tekst is hij kritisch over de sterrenstatus van artiesten. Aan de orde komen bijvoorbeeld het geslijm van fans, valse emoties in de muziekindustrie en de showbusiness an sich. Het gitaarloopje is in feite een binnenstebuiten gekeerde bewerking van Satisfaction. 

## Covers
Van het nummer verschenen een groot aantal covers. Op een single kwam een versie van de Amerikaanse band The Road (1969) en van Neil Young zelf (1982). Youngs single valt in de categorie elektronische rock, terwijl er van hem ook opnames van dit nummer bestaan in andere genres, zoals rock-'n-roll (Buffalo Springfield) en akoestische soul (unplugged).
Op B-kanten van singles verschenen versies van de Nederlandse new wave-band Blue Murder (Talk talk talk, 1982), The Icicle Works (All the daughters (of her father's house), 1985), Diesel Park West (When the hoodoo comes, 1989) en Love Battery (Foot, 1991).
Op een muziekalbum verschenen versies van Cher (Stars, 1975), The Dream Syndicate (The day before wine and roses, 1982), The Everly Brothers (opname in 1968), David West & The Dead Strings (The fiddle and the damage done - Pickin' on Neil Young, 1998), Rush (Feedback, 2004) en Nils Lofgren (The loner (Nils sings Neil), 2008).